# Hemistola dijuncta
Hemistola dijuncta är en fjärilsart som beskrevs av Walker 1861. Hemistola dijuncta ingår i släktet Hemistola och familjen mätare. Inga underarter finns listade i Catalogue of Life.